# Hyperion (achtbaan)
Hyperion is een stalen achtbaan in het Poolse attractiepark Energylandia. De achtbaan is ontworpen en gebouwd door Intamin Amusement Rides. De opening vond plaats op 14 juli 2018. Hyperion is de hoogste, snelste en langste achtbaan in Polen.
De achtbaan is gethematiseerd naar een onderzoeksmissie naar Saturnusmaan Hyperion.
Bouwwerkzaamheden begonnen in oktober 2017. In december 2017 werden de eerste baandelen geïnstalleerd. Op 28 juni 2018 vond de eerste testrit plaats.
Op 16 augustus 2018 raakte een medewerker van het pretpark dodelijk gewond nadat hij door een rijdende achtbaantrein was geraakt.